# Верруа, Аугусто Манфреди Скалья
Аугусто Манфредо Джузеппе Иеронимо Игнацио Скалья (итал. Augusto Manfredo Giuseppe Ieronimo Ignazio Scaglia, фр. August-Manfroy-Joseph-Jerome-Ignace Scaglia; 3 декабря 1667, Турин — 13 августа 1704, Хёхштедт-ан-дер-Донау), граф де Верруа — французский генерал.

## Биография
Единственный сын Алессандро Герардо Скальи, графа ди Верруа, первого конюшего герцога Савойского, и Мари-Анжелики де Дизимьё, племянник савойского посла во Франции аббата Аугусто Филиберто Скальи.
По словам герцога де Сен-Симона, был «красив, хорошо сложен, богат, умен и в высшей степени порядочен». Дворянин палаты герцога Савойи, полковник синих савойских драгун, участвовал в походах против вальденсов. В 1688 году его жена вступила в связь с герцогом Виктором Амедеем; Верруа под влиянием дяди некоторое время закрывал на это глаза, затем пытался через французского посла оказать давление на герцога, а после того, как графиня забеременела от своего любовника, в ноябре 1689 вместе с детьми перебрался из Турина в Париж.
Благодаря содействию своего шурина герцога де Шеврёза поступил на французскую службу. Патентом от 31 октября 1690 набрал драгунский полк своего имени. В 1691 году добровольцем участвовал в осаде Монса и битве при Лёзе, в 1692-м при осаде Намюра и в битве при Стенкерке, в 1693-м в битве при Неервиндене и осаде Шарлеруа. В 1694 году служил во Фландрской армии, в 1695-м был в бою под Тонгереном и при бомбардировке Брюсселя, в 1696 году командовал своим полком во Фландрской армии, в 1697-м участвовал в осаде Ата.
По окончании войны его полк 30 января 1698 был расформирован, а сам граф в чине кампмейстера запаса приказом от 30 мая 1700 был причислен к свите генерал-кампмейстера драгун.
В 1701 году участвовал со своим восстановленным полком в кампании во Фландрии, в 1702-м был в бою под Нимвегеном, в 1703-м в Германской армии. 7 июля 1703 был назначен генерал-комиссаром кавалерии (купил эту должность у маршала Виллара за 200 тыс. ливров) и в тот же день произведен в бригадиры кавалерии. В том году участвовал в осадах Брайзаха и Ландау, и в битве при Шпайере.
Кампмаршал (10.02.1704), командовал кавалерией в Баварской армии маршала Марсена и был убит во Втором Гохштедтском сражении.
Граф стал персонажем романа Александра Дюма-отца «Царица сладострастия» (1864).

## Семья
Жена (25.08.1683): Жанна-Батиста д’Альбер де Люин (18.01.1670—18.11.1736), дочь Луи-Шарля д’Альбера, герцога де Люина, и Анн де Роган-Гемене
Дети:
- Мария Анна (3.05.1684—1745), аббатиса монастыря клариссинок в Кане (1725)
- Мария Анджелика (1685—1754), аббатиса монастыря Святой Клары во Вьене (1730), затем женского монастыря на улице Севр в Париже (1736)
- Джузеппе Витторио Амедео (1686—1707). Отправился на службу к Виктору Амедею II в надежде восстановить положение своего дома в Пьемонте. Умер в результате падения с лошади
- Карло Аугусто (1688—07.1706), месье де Дизимьё. В конце 1704 года получил от короля пенсион в тысячу экю. Поступил на военную службу, но умер от болезни